# Jean Tortey
Jean Tortey (1915-1985) est un résistant et militant communiste.

## Biographie
À partir de 1943, il devient chef de l’action politique.
Il est cependant par la suite arrêté puis déporté,.